# Кралевич, Блаж
Блаж Кра́левич (хорв. Blaž Kraljević; 16 сентября 1947 — 9 августа 1992) — военный деятель боснийских хорватов в первые месяцы Боснийской войны, командующий Хорватскими оборонительными силами. За семь дней до своего убийства Кралевич был назначен членом Генерального штаба боснийской армии.

## Биография
Блаж Кралевич был одним из восьми детей многодетной хорватской семьи из деревни Лисице, близ Любушек. Его родители — Никола и Мара Кралевичи.
В 19 лет Блаж эмигрировал в ФРГ, а вскоре после этого — в Австралию, где он стал успешным бизнесменом. Открыл ресторан в Мельбурне. Кралевич присоединился к основанной в 1961 г. хорватской эмигрантской организации «Хорватское революционное братство». Целью организации было восстановление независимого Хорватского государства. Кралевич жил в Австралии до начала 1990-х годов, женился на боснийской мусульманке Джемиле, у них родилось два сына. Когда начался распад Югославии, Кралевич возвращается в Хорватию и становится одним из лидеров воссозданной «Хорватской партии права». В декабре 1991 года Кралевич становится лидером отделения партии в Герцеговине.

Заключение 6 мая 1992 года Грацского соглашения между лидером Хорватской республики Герцег-Босна Мате Бобаном и лидером Республики Сербской Радованом Караджичем о перемирии и фактическом начале Хорватско-боснийской войны вызвало далеко не однозначную реакцию в хорватском обществе, как в Республике Босния и Герцеговина, где у ХПП было открыто отделение, так и за её пределами. Кралевич резко осудил Грацское соглашение и раздел Боснии и Герцеговины. Он выступал за объединение Хорватии и Боснии. Кралевич призывал боснийских хорватов-католиков воздержаться от поддержки Мате Бобана и созданного им усечённого «хорватского государства» на территории Боснии. Кралевич и его сторонники высказывались за союз с босняками-мусульманами и создания с ними совместного государства. Блаж Кралевич твёрдо стоял на платформе Анте Павелича: 
Боснийские мусульмане — это хорваты исламской веры!
После раскола в национальных рядах Хорватской партией права были образованы Хорватские оборонительные силы (ХОС), которые фактически стали противниками и Хорватского совета обороны, и сербов. Во главе ХОС встал Блаж Кралевич. На начальном этапе войны подразделения ХОС участвовали в обороне Столаца, перешли в наступление в восточной Герцеговине и захватили часть муниципалитетов Требине и Билеча, после чего большинство сербского населения бежало из этих мест, что шло вразрез с Грацским соглашением Хорватии и Сербии о разделе Боснии. Произошёл конфликт между сторонниками двух правых партий и их боевых крыльев: ХДС (боевое крыло — Хорватский совет обороны) полностью поддерживала своего лидера Мате Бобана, Хорватская партия права (боевое крыло — «Хорватские оборонительные силы» (хорв. »Hrvatske obrambene snage«)) выступала за ту или иную форму союза с босняками-мусульманами против сербов. Командующий «Хорватскими оборонительными силами» генерал-майор Блаж Кралевич даже успел получить предложение от Алии Изетбеговича войти в Генеральный штаб Армии Республики Босния и Герцеговина.
9 августа 1992 года Блаж Кралевич выехал в Мостар на переговоры с Мате Бобаном. Предполагалось согласовать стратегию борьбы с караджистами. Кралевича сопровождал Винко Мартинович (по прозвищу «Штела»), командир Мостарского отряда ХОС. Бобан и Бруно Стоич (министр обороны Герцег-Босны) потребовали от Кралевича разоружить мусульманских бойцов ХОС — этих, якобы, «предателей, готовых ударить хорватов ножом в спину». Разговор не получился... А на обратном пути кортеж, в котором находился Кралевич, был расстрелян 20-ю солдатами Хорватского совета обороны на дороге в районе села Крушево, южнее Мостара. Вместе с Кралевичем нашли здесь свою смерть высокопоставленные офицеры ХОС Гордан Чуляк (Gordan Čuljak), Шадо Делич (Šahdo Delić), Иван Гранич, Расим Красничи (Rasim Krasniqi), Осман Максич, Maриo Meдич, Винко Приморац и Maркo Степанович. Один из убийц — Иван Андабак — произвёл контрольные выстрелы. Убийцы имели намерение увезти тела в Далмацию и сбросить их в море. Однако грузовик с трупами был своевременно обнаружен полицией Хорватии. 
Мате Бобан - предатель хорватского народа! Главный заказчик убийства Блажа Кралевича. Его родич (Рафаэль Бобан) ныне перевернулся в гробу!
 — утверждают авторы д/фильма «Bijeli Križ — Ubojstvo Blaža Kraljevića».
13 августа 1992 г. Блаж Кралевич был похоронен в родной деревне. После убийства командира «Хорватские оборонительные силы» (среди бойцов которых были как хорваты, так и босняки) к концу 1992 г. прекратили своё существование.
По настоянию генерала Гойко Шушака, Франьо Туджман 3 декабря 1996 г. посмертно наградил Блажа Кралевича Орденом Петра Зриньского и Франа Крсто Франкопана.